# 黄道傾斜角

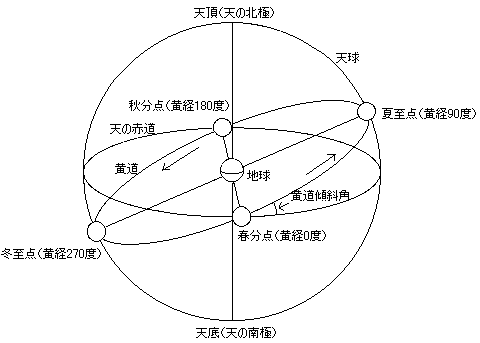
天球

黄道傾斜角（こうどうけいしゃかく）とは、地球の赤道と黄道がなす角のことである。地球の赤道傾斜角と同義で、値も同じである。
一般には約23度26分（23.4度）と表記されることが多いが、年々値が変わるものであるから、正確に表示するためには年（場合によっては月日）を指定することが望ましい。国際天文学連合（IAU）は2000年1月1日12:00（UT）における値を、23度26分21.406秒=84381.406秒（誤差は±0.001秒）としている。この数値は2006年のIAU総会で承認されたものである。これを基準とすると、2000年からの変化は次の近似式により計算できる。
黄道傾斜角（秒による表示）{\displaystyle =84381.406-46.836769*T-0.00059*T^{2}+0.001813*T^{3}}
※注：-46.836769秒の値は、による。
ここで
- {\displaystyle T}は元期J2000.0、すなわち西暦2000年1月1日12:00（UT）からのユリウス世紀（正確には36525日=3155760000秒）による経過数値である。2000年1月1日より前なら、マイナス値となる。
- 2050年1月1日であれば、{\displaystyle T}=0.5
- 1950年1月1日であれば、{\displaystyle T}=-0.5